# James Naughton
James „Jim” Naughton (ur. 6 grudnia 1945 w Middletown) – amerykański aktor i reżyser. Dwukrotny laureat Tony Award.

## Życiorys

### Wczesne lata
Urodził się w Middletown w Connecticut jako syn nauczycielskiej pary – Rosemary (z domu Walsh) i Josepha Naughtona. Jego rodzina miała pochodzenie irlandzkie. Jego młodszy brat, David Walsh Naughton (ur. 13 lutego 1951), został także aktorem. Uczęszczał do Conard High School w West Hartford w Connecticut, gdzie zaczął śpiewać z zespołem licealnym i na imprezach. W 1967 ukończył studia na Uniwersytecie Browna. W 1970 zdobył tytuł magistra sztuki na Uniwersytecie Yale.

### Kariera
W 1971 po raz pierwszy wystąpił na off-Broadwayu w roli Edmunda Tyrone’a w Długa podróż dnia ku nocy, za którą otrzymał nagrodę Theatre World. Rok później trafił na mały ekran jako Ben Gant w dramacie telewizyjnym Spójrz ku domowi, aniele (Look Homeward, Angel, 1972) na podstawie powieści Thomasa Claytona Wolfe’a u boku Timothy’ego Bottomsa. W 1977 zadebiutował na Broadwayu w roly Wally’ego w komedii Kocham moją żonę. Wystąpił jako Michael Bower w sitcomie ABC Who’s the Boss? (1985). Zagrał postać Jima O’Connor w filmowej wersji Szklanej menażerii (1987) w reżyserii Paula Newmana z Joanne Woodward, Johnem Malkovichem i Karen Allen.
W 1990 za rolę Stone’a w musicalu Miasto Aniołów zdobył Tony Award. W 1996 wraz z całą obsadą komedii Hugh Wilsona Zmowa pierwszych żon (The First Wives Club, 1995), gdzie zagrał Gilberta Griffina, byłego męża Cynthii (Stockard Channing), otrzymał nagrodę organizacji non-profit National Board of Review. W 1997 został uhonorowany Tony Award za rolę Billy’ego Flynna w musicalu Chicago. W 1998 wystąpił w swoim pierwszym jednoosobowym przedstawieniu James Naughton Live w Manhattan Theatre Club. W 2002 wyreżyserował spektakl Nasze miasto Thorntona Wildera z Paulem Newmanem.
Wziął udział w reklamach podkładając głos do Jeepa oraz leków Cialis, Nexium, Nasalcrom.

## Życie prywatne
21 października 1967 zawarł związek małżeński z aktorką Pamelą Parsons, z którą ma syna Grega (ur.
1 czerwca 1968) i córkę Keirę (ur. 3 czerwca 1971). W 2013 jego żona zmarła w wieku 66 lat na raka trzustki.

## Filmografia

### Filmy
- 1973: W pogoni za papierkiem (The Paper Chase) jako Kevin Brooks
- 1988: Dobra matka (The Good Mother) jako Brian Dunlop
- 1996: Dziedzictwo (The Propetrior) jako Teksańczyk
- 1996: Zmowa pierwszych żon (The First Wives Club) jako Gilbert Griffin, były mąż Cynthii
- 1999: Zabójczy warunek (Oxygen) jako Clark Hannon
- 2000: Prawo ciążenia (Labor Pains) jako aktor
- 2000: Prawda o Jane (The Truth About Jane) jako Robert
- 2006: Diabeł ubiera się u Prady (The Devil Wears Prada) jako Stephen
- 2006: Dziewczyna z fabryki (Factory Girl) jako Fuzzy Sedgwick

### Seriale
- 1974: Planeta Małp (Planet of the Apes) jako Pete Burke
- 1985: Who’s the Boss? jako Michael Bower
- 1991–1993: Most Brookliński (Brooklyn Bridge) jako porucznik Patrick Monahan
- 1992: Projektantki (Designing Women) jako Phillip Russell Stuart
- 1996: Prawo i porządek (Law & Order) jako Barry Taggert
- 1999–2000: Ally McBeal jako George McBeal
- 2001: Zbrodnie Nowego Jorku (Big Apple) jako Lawrence Stark
- 2002: Prawo i porządek: Zbrodniczy zamiar (Law & Order: Criminal Intent) jako dr Roger Buckman
- 2006: Po dyżurze (Out of Practice) jako dr Jack Arbogast
- 2009: Układy (Damages) jako Sam Arsenault
- 2009: Magazyn 13 (Warehouse 13) jako Gilbert Radburn
- 2009–2012: Plotkara (Gossip Girl) jako William van der Bilt
- 2010: Zaprzysiężeni (Blue Bloods) jako szef Bell
- 2013: Hostages: Zakładnicy jako prezydent Paul Kincaid
- 2015: The Affair jako Rodney Callahan
- 2015: Czarna lista (The Blacklist) jako Hayworth
- 2018: The Romanoffs jako Dmitri